# Tango argentyńskie

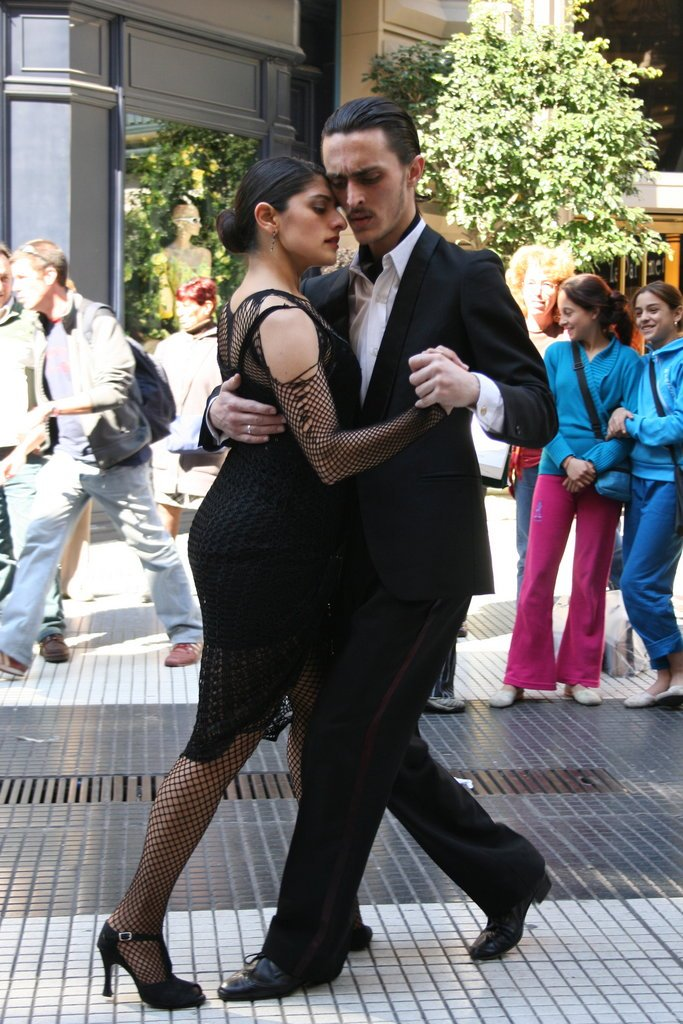
Tango argentyńskie.

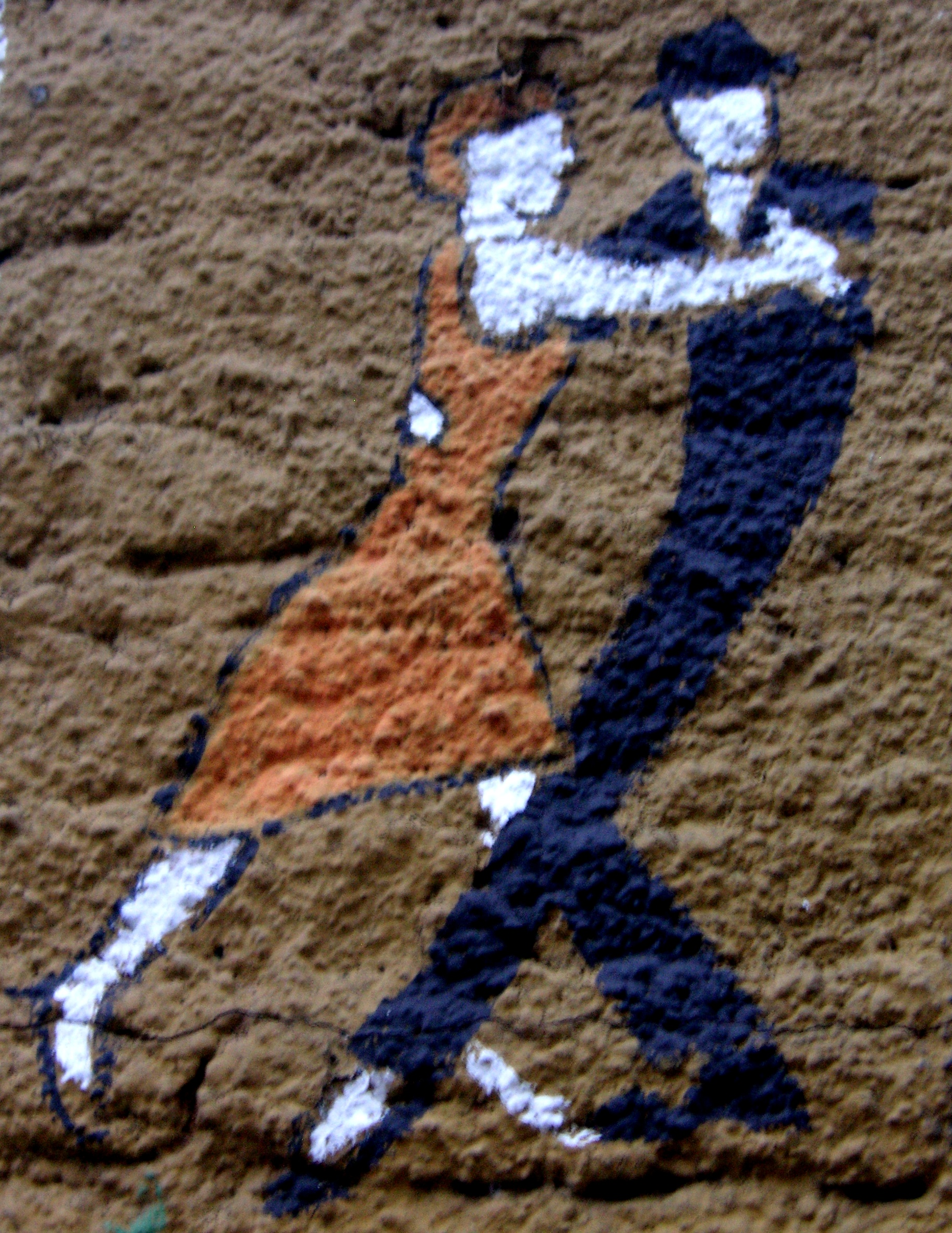
Rysunek na murze przedstawiający parę tańczącą tango.

Tango argentyńskie – rodzaj muzyki i taniec związany z miastem zapoczątkowany w Argentynie i w Urugwaju. Wykonywany zazwyczaj przez orkiestrę tanga. Charakterystycznym instrumentem muzyki tanga jest bandoneon.
Klasyczne tango argentyńskie jest tańcem charakteryzującym się improwizacją i bliskością partnerów. Liryka tang, pisana często w lunfardo, wyraża zazwyczaj smutek lub zawód miłosny. Jeden z najwybitniejszych poetów tanga Enrique Santos Discépolo nazwał tango smutną myślą, którą się tańczy.
Tango – zarówno taniec, jak i muzyka – jest częścią światowego niematerialnego dziedzictwa kulturowego ludzkości i w 2009 roku zostało wpisane na listę niematerialnego dziedzictwa UNESCO.
Istnieje wiele publikacji dotyczących tanga.

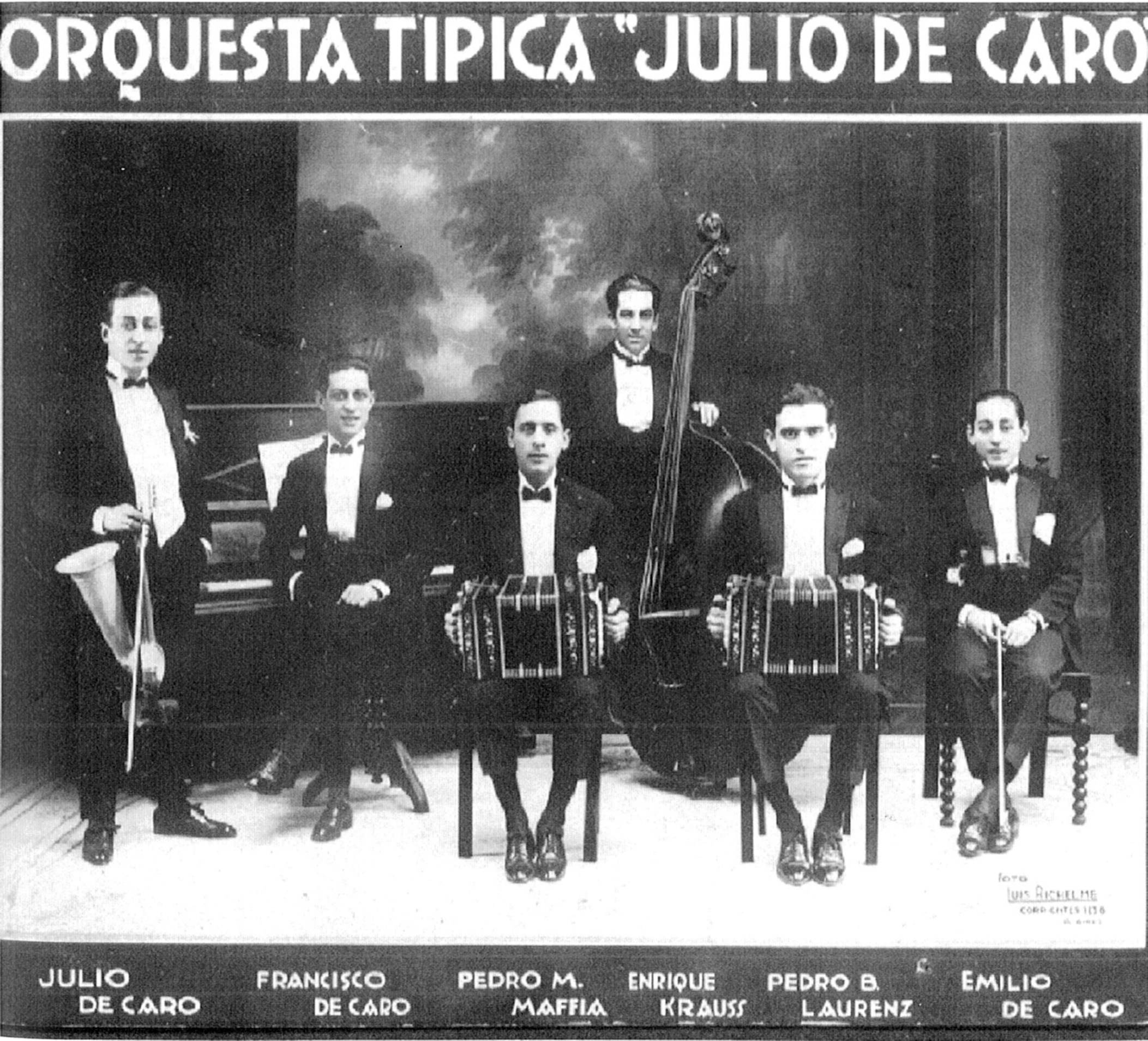
Tango jest zazwyczaj wykonywane przez orkiestrę tanga. Na zdjęciu orquesta tipica Julio de Caro.

## Etymologia
Pochodzenie słowa tango nie jest do końca znane. Definicja w słowniku Diccionario provincial de voces cubanas utworzonego przez Esteban Pichardo w roku 1836 opisuje je jako „zebranie nowo przybyłych murzynów afrykańskiego pochodzenia, w czasie którego tańczy się w rytm bębnów i pałek (tambores y atabales).” Termin tango w obecnym znaczeniu znalazł zastosowanie dopiero w Europie od lat 20. XX wieku, kiedy zaczęto tańczyć nowo powstałe różnorodne tańce latynoskiego pochodzenia. Tango argentyńskie jest tańcem typowym dla miasta, a dokładniej ulicy miasta podobnie jak portugalskie fado czy greckie rebetiko.
Tango wywodzi się z tradycji hiszpańskich habanery i flamenco, przeszczepionych na grunt Ameryki Południowej i zmieszanych z „candombe”, którą tańczyli i śpiewali, na ulicznych paradach, afrykańscy niewolnicy. W refrenie powtarzają się słowa „cum-tan-go” i od nich wywodzi się nazwa „tango”. „Candombe” z czasem przekształciło się w „milongę”.

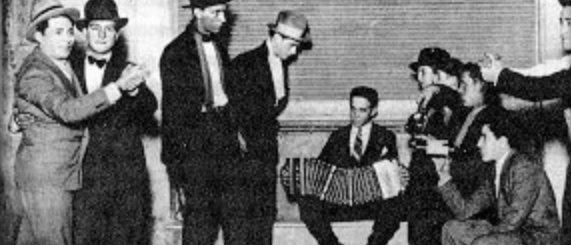
Mężczyźni tańczący tango i bandoneonista. Buenos Aires około 1900.

## Historia tanga
Styl tańca, który powstał około 1900 w Montevideo i Buenos Aires nosi nazwę tango argentyńskie.
Prymitywna forma tanga pojawiła się już pod koniec XVIII wieku. Początkowo tańczono je w podrzędnych lokalach i domach publicznych. Tango było jednym z pierwszych po walcu i polce tańcem, w którym mężczyzna i kobieta w tańcu obejmowali się. Jednak najważniejszym nowym elementem tanga był fakt, że do tej samej muzyki można było tańczyć różne figury. Ten improwizowany charakter tańca wprowadził zupełnie nowy element pomiędzy dwiema tańczącymi osobami

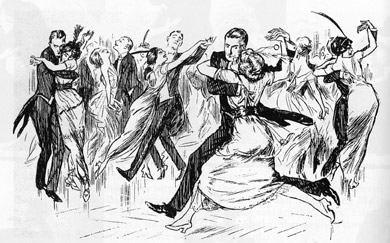
Rysunek z lat 1920 przedstawiający tańczących tango.

Historia tanga w Argentynie jest rozdzielana na szereg okresów. Okres „Starej Gwardii” przed 1917 rokiem. W latach 1910–1913 Ricardo Güiraldes, argentyński nowelista i poeta, był w jednym z najbardziej zagorzałych propagatorów tanga argentyńskiego w Paryżu. W 1911 roku napisał wiersz na cześć tanga, a w 1911 odtańczył tango, wśród zdumionych gości salonu w Paryżu. Tango poprzez Paryż, i akceptację wyższych klas, stało się jednym z najbardziej popularnych tańców na świecie w 1913 roku. Jednak pochodzenie i wyjątkowo silne zabarwienie erotyczne tego tańca wzbudzały także wiele głosów protestu. Dookoła tanga rozgorzała wielka dyskusja. W 1913 roku londyński dziennik The Times ocenił tango jako w najwyższym stopniu nieprzyzwoite. Do dyskusji włączył się papież Pius X, wypowiadając się negatywnie. Cesarz niemiecki zabronił go tańczyć swoim gościom. Jednak popularność tanga w Europie w latach przed I wojną światową była tak ogromna, iż nie zważano na tego typu zakazy. Dzięki wizycie wielkiego tancerza Casimira Ain w Rzymie i jego wirtuozerii, następny papież Pius XI wydał już pozytywną ocenę. Tango rozpoczęło karierę w Paryżu i na świecie jako pierwszy improwizacyjny taniec (bez ustalonych sekwencji kroków). Spowodowało zmiany w modzie – rodzaju kapelusza czy rozszerzonych tulipanowych sukniach. Gama kolorów pomarańczowy-żółty-czerwony stają się kolorami tanga. Na początku XX wieku leksykon tanga zawierał: arrastrada (arrastre), balanceo, corte, corrida, lustrada, media luna, ocho, quebrada, sentada, taconeo, tijera. Sukces tanga w Europie spowodował zainteresowanie tangiem w Argentynie wśród „lepszych sfer”. 3 lutego 1913 odbyła się premiera brytyjskiej komedii muzycznej The Sunshine Girl, napisanej przez Paula A. Reubensa i Arthura Wimpersa, z udziałem Vernona i Irene Castle zapoczątkowuje historię tanga w Stanach Zjednoczonych. W 1913 roku Gladys Beattie Crozier wydała The tango and how to dance it w Anglii pierwszy podręcznik tanga i jednocześnie podręcznik dobrych manier (Groppa, 2004). Lucyna Messal i Józef Redo zatańczyli po raz pierwszy w Polsce tango 28 października 1913 w spektaklu Targ na dziewczęta (według pamiętników Ludwika Sempolińskiego), co zapoczątkowało modę na tango w Polsce.
Okres „Nowej gwardii” datuje się na lata 1917–1943. W 1916 roku do władzy w Argentynie doszedł Hipólito Yrigoyen, który reprezentował polityczne i społeczne aspiracje klasy średniej. Bardziej konserwatywny Marcelo Torcuato de Alvear był prezydentem od 1922 do 1928. W 1928 Yrigoyen został ponownie prezydentem, ale w 6 września 1930 roku nastąpił przewrót wojskowy w Argentynie i do władzy doszedł José Félix Uriburu i wtedy skończyły się rządy oparte na klasie średniej, a rozpoczął się okres chaosu. Dodatkowo 1928-1935 był okresem depresji ekonomicznej. Okres lat 1920–1929 był okresem względnego dobrobytu. Dlatego okres rozwoju tanga i liryki można rozdzielić w tym okresie na lata 1920 i lata 1930. Lata 1917–1925 to początkowy okres rozwoju piosenki tanga (tango-canción, ang. tango-song), zapoczątkowany przez sukcesy argentyńskiego śpiewaka Carlosa Gardela.

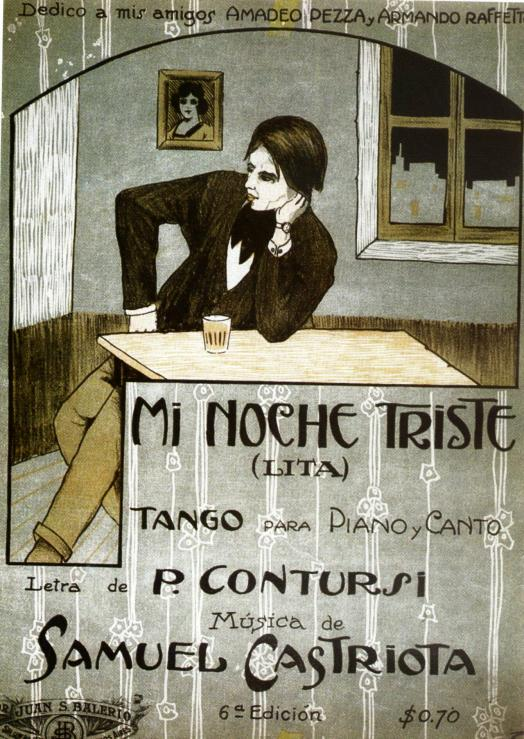
Mi noche triste. Pierwsze tango napisane specjalnie jako utwór śpiewany wykonany przez Carlosa Gardela.

Pod koniec 1917 roku Gardel nagrał Mi noche triste, pierwsze tango napisane specjalnie jako utwór śpiewany (por. Pascual Contursi). W marcu 1919 domy publiczne w Argentynie zostały zakazane. Do tego momentu burdele były miejscem, w których rozwijało się tango. Spowodowało to przejście tanga do Teatro de revistas (wodewil) oraz kabaretów.

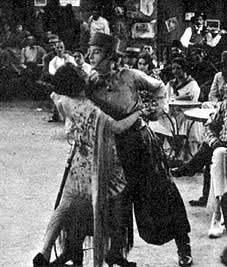
Rudolf Valentino tańczy tango w Czterech jeźdźcach apokalipsy

Lata 1920 to okres tangomanii, gwałtownego rozwoju tanga w Europie, w okresie tym w Europie i Stanach Zjednoczonych kobiety paliły papierosy publicznie, prowadziły samochody i obcinały włosy. Tango dało swobodę ruchu kobietom. Popularnymi kolorami tanga są jedwabie tanga – żółte i pomarańczowe kolory. Tangowe perfumy Nirvana oraz Sakountala. Nowe potrawy fr. banane tango, fr. le peche melba, fr. le gateau tango. W 1921 Rudolf Valentino tańczy tango w niemym filmie Czterech jeźdźców Apokalipsy (The Four Horsemen of the Apocalypse) z Beatriz Dominguez. Muzyka tanga była grana jako akompaniament w kinach. Film miał wpływ na ugruntowanie pozycji tanga w Stanach Zjednoczonych w latach 20. XX w. W 1923 roku Valentino z Nataszą Rambovą podpisał kontrakt na objechanie 40 miast przez 17 tygodni ze spektaklem tanecznym m.in. z tangiem z Czterech jeźdźców Apokalipsy.
Pomiędzy 1925-1935 taniec tanga w Argentynie przeżywał okres spadku popularności ze względu na rozwój śpiewanego tanga, do którego jest trudno tańczyć. Dopiero od 1935 roku nastąpiło ponowne zainteresowanie tańcem. Carlos Gardel był dominującym piosenkarzem tego okresu (1920-1935) w Argentynie. Inni piosenkarze to Ignacio Corsioni (1891-1967), Ada Falcon, Azucena Maizani, Rosita Quiroga. W tym czasie wykonawcy tanga prezentują się w smokingach (ang. smoking jacket), które stały się istotnym elementem kultury śpiewanego tanga. Tango w sobotę wieczorem było ucieczką od rzeczywistości, a smoking lub najlepsze ubranie zakładane w sobotę, było tego wyrazem. W 1929 produkowane są pierwsze filmy dźwiękowe. W tym czasie w Argentynie pierwszy film dźwiękowy był poświęcony tangu w 1933 roku. Po przewrocie wojskowym José Félix Uriburu 6 września 1930 nastąpiły dalsze ograniczenia prostytucji w Argentynie. Skandal związany z organizacją Cwi Migdal – stręczycieli, alfonsów i właścicieli domów publicznych specjalizujących się w przemycaniu kobiet ze wschodniej Europy spowodował zacieśnienie moralności i spadek popularności kabaretów. Tanga tego okresu odzwierciedlają te nastroje.
Złoty okres nastąpił pomiędzy 1943-1955 w czasie Juana Domingo Perona. Peron został prezydentem w 1946, a okres jego prezydentury (1946–1955) charakteryzuje polityka społeczna faworyzująca popularną kulturę i ruch nacjonalistyczny. Spowodowało to rozwój przemysłu rozrywkowego i tanga jako muzyki typowo argentyńskiej. Jednocześnie radio i film stawały się coraz bardziej popularne. Przedstawicielami Złotego okresu są orkiestry i muzycy: Angel D'Agostino, Alfredo de Angelis, Juan d’Arienzo, Rodolfo Biagi, Miguel Caló, Francisco Canaro, Julio de Caro, Lucio Demare, Edgardo Donato, Osvaldo Fresedo, Pedro Laurenz, Enrique Rodriquez, Carlos di Sarli, Osvaldo Pedro Pugliese, Ricardo Tanturi, Anibal Carmelo Troilo.
Regres lat 1955–1983 zaczął się od początku lat 1950, kiedy nastąpiło załamanie ekonomiczne i rząd Perona zaczął upadać. W 1955, kiedy Peron został odsunięty od władzy, Argentyna była w kryzysie. Nowy wojskowy rząd był okresem regresu w Argentynie, kiedy cokolwiek związane z populistycznym Peronem było nie do przyjęcia. Wprawdzie tango nie było oficjalnie zabronione, ale wielu artystów związanych z tangiem popierało Perona i zostało uwięzionych lub izolowanych. Po 1955 wprowadzono okresy stanu wyjątkowego i godziny policyjnej, co także nie pozwalało na tańczenie tanga. W Argentynie istniało prawo zabraniające młodocianym przesiadywania w barach nocnych, które było wybiórczo stosowane. Bary z rock and rollem nie były kontrolowane, natomiast bary, gdzie grano tango, kontrolowano. W innych opiniach tango zostało po prostu zastąpione przez telewizję, Beatlesów, argentyńską muzykę folklorystyczną, jazz, oraz brazylijską Bosa Novę. W każdym razie pomiędzy 1955 i 1983 (po wojnie falklandzkiej) praktycznie nikt nie uczył się tanga w Argentynie. Tango nie zanikło, ale było znacznie ograniczone.
Renesans tanga zaczął się od 1983 i panuje obecnie (2010). Po 1983 roku popularność tanga w Argentynie gwałtownie wzrosła. Tango, jako symbol Argentyny stało się znowu powodem do dumy. Głównym problemem był brak nauczycieli tanga w Buenos Aires, zresztą do tego momentu nie było w Argentynie tradycji uczenia początkujących tanga. Stopniowo osoby, które nie tańczyły tanga przez 30 lat zaczęły je tańczyć na nowo, niektórzy uważali za swój obowiązek przekazania tanga następnej generacji. Początkowo renesans tanga był związany z dość skomplikowanymi figurami i tango show. Jednym z najbardziej wpływowych nauczycieli tego stylu był Antonio Todaro, który umarł w 1993. Tango przeżywa okres dobrej passy na całym świecie m.in. dzięki przedstawieniu Tango Argentino granemu od 1983-1993 w 57 miastach, m.in. w USA (m.in. Broadway), Europie, Japonii i w Ameryce Łacińskiej czy filmowi Tango reżysera Carlosa Saury. Te sukcesy tanga na świecie przyczyniły się do odrodzenia tanga w Argentynie. Następuje też odrodzenie oryginalności muzyki tanga m.in. dzięki zespołom Gotan Project, Bajofondo Tango Club czy Juanowi Caceresowi. Około roku 1994, nastąpił zwrot ku prostszemu stylowi. Styl milonguero, który został tak nazwany przez Susanę Miller, nawiązywał do tradycji złotego wieku tanga przed drugą wojną światową. Jednym z czołowych tancerzy tego stylu był Carlos Gavito, który tańczył z Marcelą Duran w popularnym spektaklu Forever Tango (1994-2007). W pewien sposób uważano milonguero za bardziej autentyczny niż skomplikowany styl pierwszego okresu renesansu tanga pomiędzy 1983–1994.
W latach 2000 rząd argentyński zaczął sponsorować marketing tanga dla celów rozwoju turystyki. W 2007 tango było tańczone w różnych stylach, popularne jest tango alternatywne tańczone czasami do muzyki, która nie jest klasycznym tangiem; inne style to klasyczne tango salon z odmianami milonguero, nadal sukcesy odnosi tango dla turystów, czyli tango fantazia.

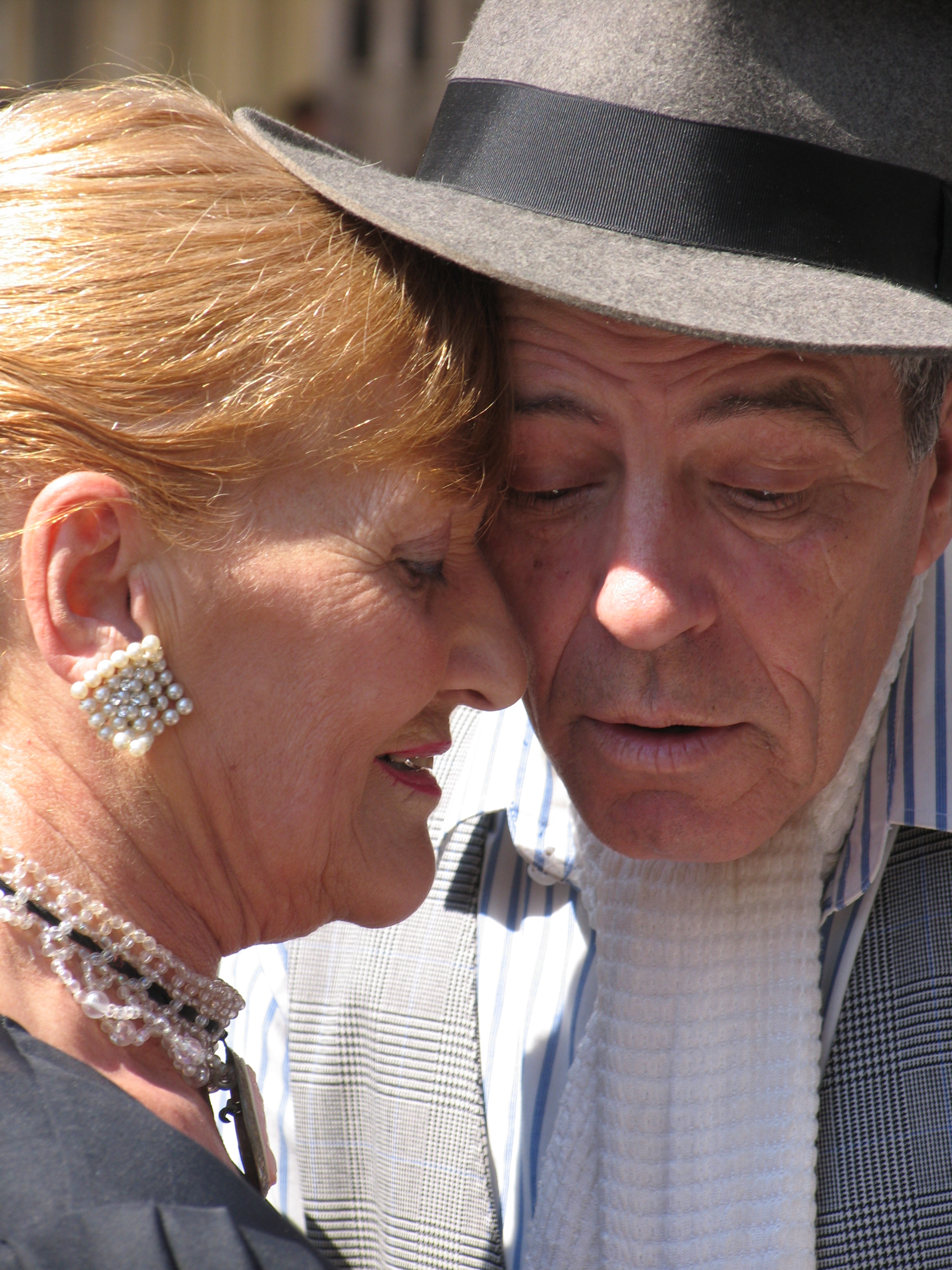
Tango.

W 2010, poparcie finansowe dla tanga w Argentynie pochodzi od turystów; tango nie jest najbardziej ulubioną muzyką biednych mieszkańców w Buenos Aires. Bardziej zamożni porteños nadal słuchają tanga. Lokalne organizacje nadal popierają formalne organizacje takie jak Orquesta del Tango de Buenos Aires (ostatnia orkiestra tanga z dużym zespołem muzyków), Academia Nacional del Tango, oraz Fundación Astor Piazzolla, a także kilka klubów takich jak Café Homero czy Club del Vino poza głównym traktem turystów w północnej części Palermo. Natomiast najstarsze dzielnice La Boca i San Telmo są w pewnym sensie muzeum tanga dla turystów.

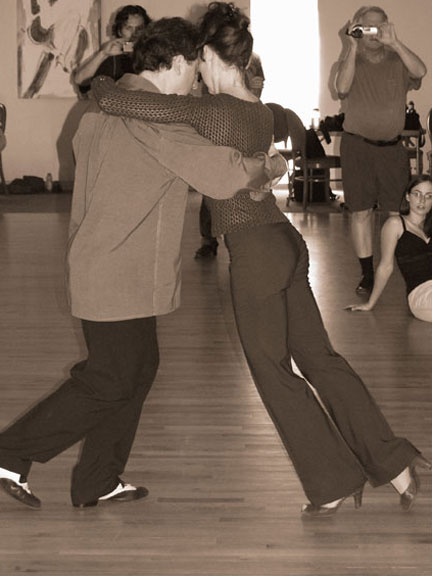
Volcada w wykonaniu Gustavo Naveira i Giselle Anne

## Historia tanga argentyńskiego w Polsce
Mimo tego, że rozwój tanga argentyńskiego jest głównie związany z Argentyną i Urugwajem, istnieją ciekawe przyczynki do tej historii z innych krajów. Wystarczy tu wspomnieć, że akceptacja tanga w Europie po roku 1913 przyczyniła się do jego akceptacji w Argentynie wśród wyższych klas. Istnieją również interesujące i czasami zaskakujące związki tanga argentyńskiego z Polską. Jednym z wczesnych przyczynków z okresu przed 1900 rokiem jest włączenie elementów mazurka, polskiego tańca, do milongi – wczesnej wersji tanga. Z nieco późniejszego okresu początków XX wieku pochodzi związek tanga z domami publicznymi i faktem, że w tym czasie wiele prostytutek w Argentynie pochodziło z Polski. Według Isabel Vincent przyczynami emigracji żydowskich kobiet z Polski do Ameryki Południowej były antysemityzm oraz bieda. Natomiast przyczynami szybkiego rozwoju prostytucji w Argentynie i Brazylii była zachwiana równowaga między liczbą kobiet i mężczyzn co miało też pośredni wpływ na rozwój tanga. Tango stosunkowo szybko trafiło do Polski. 28 października 1913 w spektaklu Targ na dziewczęta tango zostało wprowadzone w Polsce i tańczone przez Lucynę Messal i Józefa Redo (patrz pamiętniki Ludwika Sempolińskiego i Jadwigi Dmochowskiej). Kompozycja Aime Lachaume Regina-Tango z 1913 roku była tańczona w Warszawie przez siedemnastoletnią Polę Negri i jej partnera Edwarda Józefa Kuryłłę. Do 1925 roku tango w Polsce było na równi z inną muzyką – fokstrotem czy walcem. W 1925 roku Zygmunt Wiehler skomponował tango Nie dziś to jutro dla Hanki Ordonówny – gwiazdy kabaretu Qui Pro Quo. Od tego momentu tango w Polsce stało się niezwykle popularne. W 1927 hitem było tango Wanda – historia polskiej dziewczyny sprzedanej do Argentyny, gdzie nikt się nią nie przejmuje z wyjątkiem gitarzysty, który obiecuje jej inne życie, jeżeli tylko pójdzie z nim. Wszystkie polskie tanga późnych lat 1920 były podobne do tang argentyńskich. W 1929 roku powstała kompozycja Jerzego Petersburskiego i tekstem Andrzeja Własta pod tytułem Tango milonga, jedno z nielicznych polskich tang które zrobiło międzynarodową karierę
Tango milonga, tango mych marzeń i snów,
Niechaj me serce ukołysze!
Tango milonga jak dawniej grajcie mi znów,
Zabijcie tę dręczącą ciszę!
Wytwórnia Syrena Rekord nagrała ok. 2 tys. tang w tym okresie na 14 tys. nagrań Na przełomie lat dwudziestych i trzydziestych jednym z najpopularniejszych wykonawców był Tadeusz Faliszewski. Tango dotarło do Polski w większości przez nagrania gramofonowe i przekaz słowny i pisany. W początkach lat trzydziestych polskie tango przedwojenne stawało się coraz bardziej niezależne od kompozycji spoza kraju. Lata trzydzieste można zaliczyć do okresu największego rozkwitu polskiego tanga okresu przedwojennego. Jedną z ostatnich piosenek tamtego okresu były Chryzantemy złociste śpiewane przez Janusza Popławskiego. Do najbardziej znanych autorów tekstów należał Andrzej Włast, ale tanga pisali też poeci Marian Hemar, Julian Tuwim, Jerzy Jurandot. Około 1937 Bolesław Leśmian pisze wiersz Tango.
W Polsce powojennej tango odrodziło się na jesieni 1998 kiedy David Mason i Paulina Policzkiewicz zapoczątkował tango w Warszawie. W 1998 roku w kasynie policyjnym „Pod Pałkami” powstała pierwsza milonga powojenna „El Corazón”. Od 2001 roku możemy w Polsce usłyszeć brzmienie bandoneonu diatonicznego na scenie.  W 2004 Jakub Korczewski otwiera w Warszawie Złotą Milongę i prowadzi pierwsze grupowe zajęcia na dużą skalę. W 2010 roku powstaje pierwsza w polsce orkiestra tangowa- Bandonegro Tango Orquesta, która po kilku latach robi międzynarodową karierę, wykonując tradycyjne tango, przeznaczone do tańczenia, ale także własne kompozycje i Tango Nuevo.  

## Taniec i etykieta
Dla celów głównie nauczania wprowadzono podstawowy zestaw kroków (hiszp. básico), który składa się z ośmiu kroków i zawiera sekwencję takich elementów jak salida, cruzada (krzyżyk) i resolución (zakończenie). Cruzada jest jednym z najbardziej istotnych elementów tanga odróżniającym go od innych tańców, ponieważ umożliwia przejście od systemu chodzenia równoległego do skrzyżowanego. Cruzada została wprowadzona w późnych latach 1930 i spowodowała znaczne rozszerzenie repertuaru figur tanga. W jednej z wersji historii tego kroku został on wprowadzony przez Jose Orradre około 1938–1939. Innymi elementami tanga argentyńskiego są m.in. calesita, boleo, gancho, ocho, parada, volcada, traspié. Także poza Argentyną używa się zazwyczaj hiszpańskich nazw figur tanga argentyńskiego, chociaż sandwich (kanapka) jest wyjątkiem używanym także w Argentynie.
Tango argentyńskie ma swoją etykietę, do której należą m.in. cabeceo, czyli sposób zapraszania do tańca za pomocą tylko kontaktu wzrokowego i ruchu głowy, poruszanie się wokół linii tańca przeciwnej do wskazówek zegara i inne. Istnieje też wiele przesądów (patrz Yeta), np. na milongach nie tańczy się utworu Adios Muchachos.

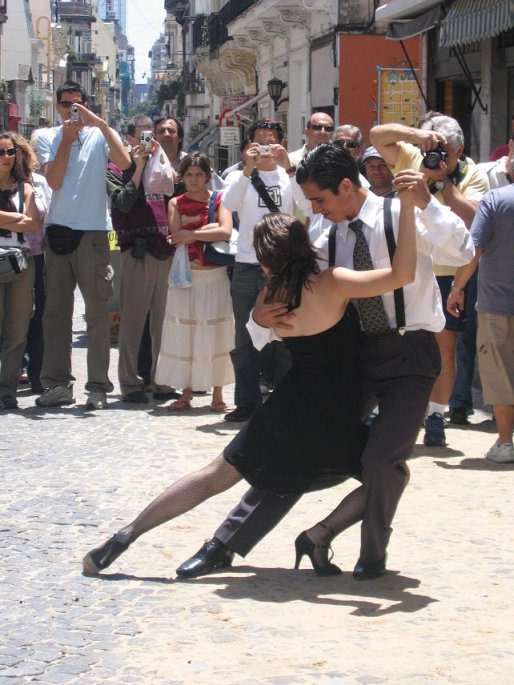
Tango na ulicy. Końcowa figura corte

## Style tańca tanga argentyńskiego
Tango jest tańczone do kilku rodzajów muzyki: klasycznego tanga, tanga milongi, oraz tanga vals. Oprócz tych trzech dominujących rodzajów tańca, tango jest tańczone do tanga elektronicznego i muzyki alternatywnej.
Tango vals jest tańczone do muzyki zawierającej warstwę melodyczną w rytmie walca.
W roku 1932 Sebastian Piana stworzył nową strukturę harmoniczną i melodyczną do popularnych milong wiejskich. Powstał w ten sposób utwór Milonga Sentimental i zapoczątkował nowy wtedy rodzaj muzyki milongi, do której tańczono. Ten styl tanga nazywany jest milonga ciudadana lub milonga portena (milonga miastowa). Taniec milongi jest szybki, a kroki akcentują każdy rytm muzyki.
Tango argentyńskie różni się od swoich wtórnych odmian – tanga amerykańskiego, tanga fińskiego, i tanga międzynarodowego. W latach 1920 i 1930 nauczyciele tańców towarzyskich w Wielkiej Brytanii starali się skodyfikować formy tańca, tak żeby uczniów różnych szkół uczyć podobnego zestawu podstawowych figur. W latach 1920 orkiestry tanga argentyńskiego grały w Londynie, m.in. w Hotelu Savoy. W 1922 roku nauczyciele z brytyjskiego związku tańca zaprosili nauczyciela tanga z Paryża, żeby zademonstrował swój styl tanga. Ten styl tanga został zaadaptowany i był uczony do późnych lat 1930. W roku 1933 niemiecki amator taneczny Freddie Camp przeniósł się do Londynu. Camp miał bardzo specyficzny styl tańczenia tanga, który polegał m.in. na gwałtownym ruchu głową z jednej strony na drugą. W 1935 roku Camp i jego partnerka pojawili się na turnieju w Blackpool. Styl Campa wywołał ogromne powodzenie. Styl ten, nigdy nie tańczony w Argentynie, jest podstawą tanga międzynarodowego.
Tango argentyńskie oparte jest na improwizacji i nawet w ramach tej samej muzyki istnieją różnice w sposobie tańca. Najczęściej spotykanym stylem tańczenia tanga jest tango salon z kontaktem po prawej stronie i z lekkim otwarciem trzymania po lewej – trzymanie jest w kształcie litery V. Styl salon ma warianty i był tańczony w złotym okresie tanga inaczej w północnej, bardziej wyrafinowanej, i południowej, bardziej portowej, części Buenos Aires. Istnieje też styl milonguero znany też jako apilado, tango club, lub confiterias, który jest tańczony z lekkim nachyleniem i stałym kontaktem górnej części ciał partnerów. Jednym z najsłynniejszych przedstawicieli stylu milonguero był Carlos Gavito, który jest pochowany na cmentarzu Cementerio de la Chacarita, tam gdzie leży większość wielkich tangueros. Styl ten jednak ma stosunkowo ograniczony repertuar figur. W latach 1990 powstały kontrowersje (patrz Susana Miller), który ze stylów jest autentycznym stylem tanga Buenos Aires. W.g. Denniston styl milonguero był tańczony przez wąską grupę tancerzy w złotym okresie tanga, a podstawowa technika tańca była wspólna dla wszystkich stylów.
Tango nuevo to styl nowoczesnego (obecnie, 2010) tanga argentyńskiego z figurami wykorzystującymi dynamikę ruchu, „zabawą z rytmem”, charakterystycznymi figurami „od osi” (ang. off axis) i z duża niezależnością kobiety w tańcu. Czasami jest tańczone do muzyki tanga elektronicznego lub do muzyki alternatywnej. Pionierami tango nuevo była grupa „Tango Investigation Group” (później przekształcona w organizację „Cosmotango”) stworzona przez Gustavo Naveira i Fabiana Salasa w latach 1980 w Buenos Aires. Ruch tango nuevo, który zapoczątkowany został przez młodych tancerzy jest krytykowany przez tancerzy starszych generacji. W 2009 roku Gustavo Naveira opublikował programowy esej „Nowe tango” w którym pisze: Istnieje ogromne zróżnicowanie zdań na temat tego jak należy tańczyć tango, jaki powinien być styl tanga, jego forma czy technika. Termin „tango nuevo” stosowany do opisu stylu tanga jest błędny. W rzeczywistości „tango nuevo” to wszystko to co stało się z tangiem od lat 1980. Nie chodzi tu o styl ... Wyrażenie tango nuevo opisuje to co się dzieje – a dzieje się tylko tyle, że tango się zmienia. Tango nuevo nie jest stylem i oznacza, że tango się wzbogaca – w tym sensie idziemy w kierunku „nowego”... Wiele ostatnio się dyskutuje wśród tancerzy tanga o sposobie trzymania partnerki – o „otwartym” i „bliskim” stylu. Tutaj też panuje duży brak zrozumienia o co naprawdę chodzi. „Otwarte” lub „bliskie” trzymanie to terminy, które tracą swoje znaczenie. Jest to stary sposób myślenia, opierający się na braku zrozumienia tego co się działo w historii tańca. Podział pomiędzy trzymaniem „bliskim” i „otwartym” jest często używany przez osoby, które starają się zatrzymać ewolucję tańca. Dziś wiemy, że sposób obejmowania partnerki to tylko jeden z elementów tanga i samo tango jest bardziej złożone niż sam sposób trzymania. Jest to obecnie oczywiste, a wiedza ta otwiera dla nas taniec, który ma znacznie większe możliwości i większą jakość artystyczną.
Istnieją też odmiany tanga takie jak swango będące połączeniem tanga oraz west coast swing. Te wersje (tango fusion) tańca charakteryzują się odważnymi formami tanecznymi.

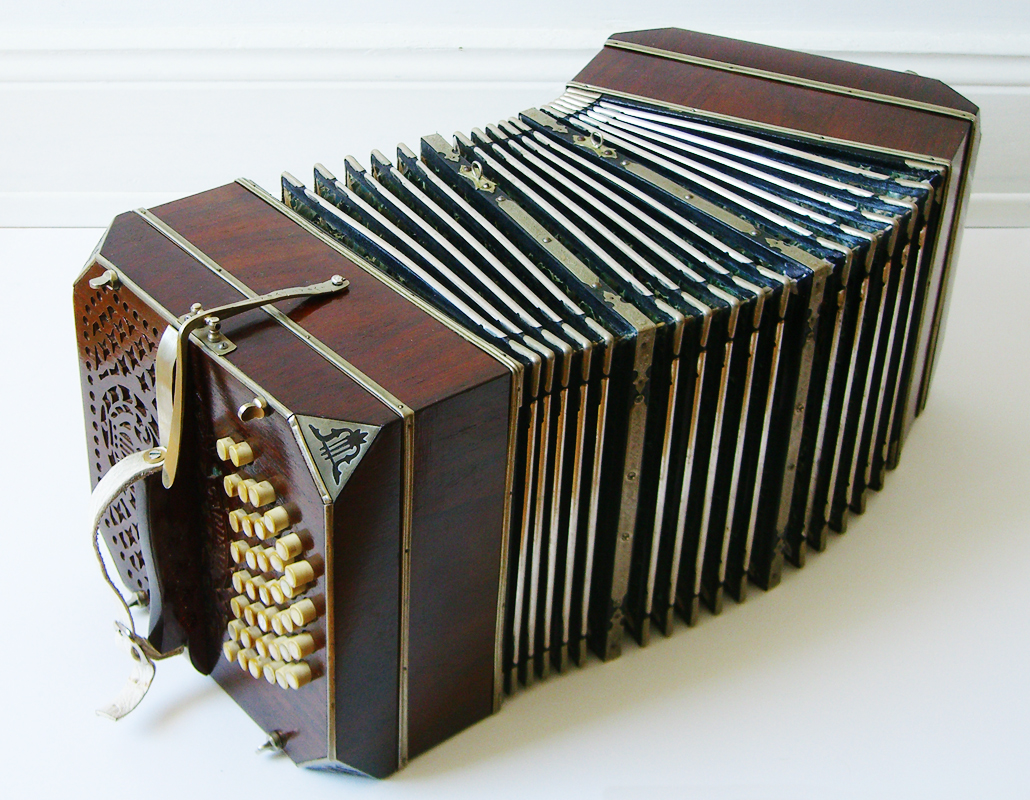
Najbardziej charakterystyczny instrument tanga argentyńskiego to bandoneon.

## Muzyka tanga argentyńskiego
Charakterystycznym instrumentem muzyki tanga argentyńskiego jest bandoneon, którego używa się zwykle wraz z fortepianem, skrzypcami i kontrabasem. Oprócz utworów instrumentalnych tango jest też śpiewane; jednym z najwybitniejszych przedstawicieli tego gatunku był Carlos Gardel. Najsłynniejszym tangiem argentyńskim na świecie jest La Cumparsita napisana w 1919 roku przez 22 letniego Urugwajczyka Gerardo Rodrigueza. Znanym tangiem vals jest przypuszczalnie Desde el alma. Tango to zostało napisane około 1911 przez 14-letnią Urugwajkę Rositę Melo.

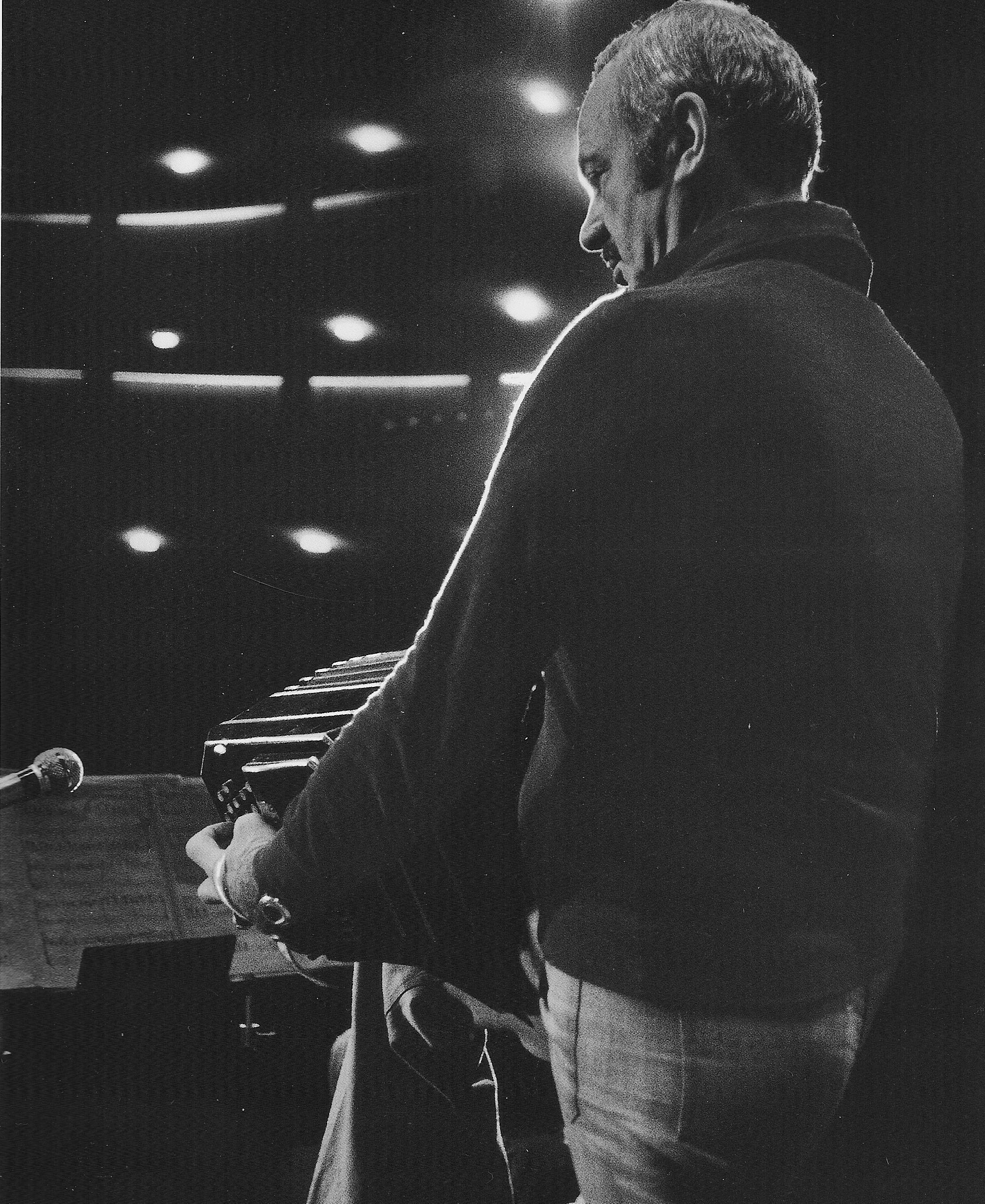
Astor Piazzola w 1975 roku

Orkiestry tanga odegrały istotną rolę w rozwoju muzyki i tańca, zwłaszcza przed istnieniem aparatury nagłaśniającej. Do dziś tańczy się tango argentyńskie do nagrań orkiestr ze Złotego Okresu tanga. Do kanonu muzyki tanga należą orkiestry Rodolfo Biagi, Miguela Caló, Francisco Canaro, D’Agostino, Juana D’Arienzo, Alfredo de Angelisa, Julio de Caro, Carlosa Di Sarli, Laurentz, Osvaldo Pugliese, Tanturi, Anibala Troilo.
Tango nuevo w muzyce jest stylem muzyki tanga, stworzonym m.in. przez Astora Piazzolę. Częste są nawiązania do jazzu. Stosowane są również niekonwencjonalne sposoby gry. Zachowana jest atmosfera melancholii, m.in. związana z charakterystycznym brzmieniem bandonionu. „Nuevo tango” w muzyce stanowiło tak daleko posunięte przetworzenie tanga tradycyjnego, że wielu Argentyńczyków do tego stopnia nie mogło się pogodzić z takim sposobem potraktowania ich narodowego tańca, że kompozytor spotykał się z przejawami agresji. Tanga Piazzoli, często dramatyczne i o bogatej aranżacji, są tańczone przez zaawansowanych tancerzy i w czasie przedstawień tanga m.in. w Forever Tango, Tango Piazzolla.
Obecnie (ok. 1990-2010) istnieje wiele popularnych zespołów muzycznych specjalizujących się w wykonywaniu elektronicznej muzyki tanga argentyńskiego, m.in. Gotan Project, Bajofondo Tango Club, Tanghetto.
W ostatnich latach (ok. 2000–2010) tańczone jest tango do muzyki alternatywnej (nie tanga), często nazywanej alterną.

## Tango w sztuce
W 1921 roku Rudolf Valentino był pierwszym, który tańczył tango w USA w filmie Czterech jeźdźców Apokalipsy (ang. The Four Horsemen of the Apocalypse na podstawie noweli Los Cuatros Jinetes del Apocalipsis hiszpańskiego autora Vicente Blasco Ibáñez). Jego partnerką była Beatrice Dominguez. Valentino tańczył także tango w filmie Blood and Sand (1922). Styl Valentino, z wyprostowaną ręką i długimi krokami do tej pory jest nazywany (pejoratywnie) w Argentynie a la Valentino.
The Gaucho (1926) – w reżyserii Richarda Jonesa z Douglasem Fairbanksem i Lupe Celez było filmem niemym ze sceną tanga. Pierwszym filmem po wprowadzeniu dźwięku, gdzie tańczono tango, był film Flying down to Rio (RKO, 1933). Występowali w nim Fred Astaire oraz Ginger Rogers. Reżyserem był Thorton Freeland. Czarno-biały film argentyński Academia El Tango Argentino z roku 1942, wyreżyserowany przez Julio Irigoyena był w całości poświęcony tangu jako integralnej części kultury argentyńskiej. W filmie The Pirate (MGM, 1948) Gene Kelly tańczy tango La Cumparsita. W filmie Sunset Boulevard (Paramount, 1950), którego reżyserem był Billy Wilder. Film Tempest (Columbia, 1982) z Gena Rowlands i Susan Sarandon kończy się tangiem Tango del fuego japońskiego kompozytora Stomu Yamashta. Woody Allen wykorzystuje tango La Cumparsita w filmie Alice (Orion, 1990) z Mia Farrow. W filmie Some Like It Hot (reżyseria Billy Wilder), z Marilyn Monroe, jest także taniec tanga. Al Pacino tańczy tango Gardela Por una cabeza w filmie Scent of a Woman (Universal, 1992). To samo tango jest tańczone przez Arnolda Schwarzeneggera oraz przez Jamie Lee Curtis w filmie True Lies (Fox, 1994). Muzyka Astora Piazzoli Punta del este Suite jest wykorzystana w filmie z Bruce Willisem pod tytułem 12 Monkeyes. W filmie Evita (Hollywood, 1996) Madonna śpiewa tango napisane przez Andrew Lloyd Webbera
Tango z filmu Moulin Rouge! El Tango de Roxanne (Jacek Koman, Ewan McGregor, José Feliciano).
Assassination Tango to film, którego scenarzystą i reżyserem jest Robert Duvall. Gra on jednocześnie główną rolę płatnego mordercy, który został wysłany do Argentyny. Nie mogąc szybko zabić swojej ofiary, spędza czas z piękną tancerką uczącą go tańczyć tango.